# Episodi di The Morning Show (prima stagione)
La prima stagione della serie televisiva The Morning Show, composta da dieci episodi, è stata pubblicata sul servizio di streaming Apple TV+ dal 1º novembre al 20 dicembre 2019 in tutti i paesi in cui il servizio è disponibile.
| nº | Titolo originale                                              | Titolo italiano                                               | Pubblicazione    |
| -- | ------------------------------------------------------------- | ------------------------------------------------------------- | ---------------- |
| 1  | In the Dark Night of the Soul It’s Always 3:30 in the Morning | Nella notte oscura dell'anima sono sempre le 3:30 del mattino | 1º novembre 2019 |
| 2  | A Seat at the Table                                           | Un posto a tavola                                             | 1º novembre 2019 |
| 3  | Chaos Is the New Cocaine                                      | Il caos è la nuova cocaina                                    | 1º novembre 2019 |
| 4  | That Woman                                                    | Quella donna                                                  | 8 novembre 2019  |
| 5  | No One's Gonna Harm You, Not While I'm Around                 | Nessuno ti farà del male, se ci sarò io                       | 15 novembre 2019 |
| 6  | The Pendulum Swings                                           | L'oscillazione del pendolo                                    | 22 novembre 2019 |
| 7  | Open Waters                                                   | Mare aperto                                                   | 28 novembre 2019 |
| 8  | Lonely at the Top                                             | In vetta si è soli                                            | 6 dicembre 2019  |
| 9  | Play the Queen                                                | Strategie                                                     | 13 dicembre 2019 |
| 10 | The Interview                                                 | Il silenzio della verità                                      | 20 dicembre 2019 |

## Nella notte oscura dell'anima sono sempre le 3:30 del mattino
- Titolo originale: In the Dark Night of the Soul It’s Always 3:30 in the Morning
- Diretto da: Mimi Leder
- Scritto da: Kerry Ehrin e Jay Carson

### Trama
- Durata: 66 minuti

## Un posto a tavola
- Titolo originale: A Seat at the Table
- Diretto da: Mimi Leder
- Scritto da: Kerry Ehrin (sceneggiatura); Kerry Ehrin e Jay Carson (storia)

### Trama
- Durata: 57 minuti

## Il caos è la nuova cocaina
- Titolo originale: Chaos is the New Cocaine
- Diretto da: David Frankel
- Scritto da: Erica Lipez

### Trama
- Durata: 55 minuti

## Quella donna
- Titolo originale: That Woman
- Diretto da: Lynn Shelton
- Scritto da: Adam Milch

### Trama
- Durata: 51 minuti

## Nessuno ti farà del male, se ci sarò io
- Titolo originale: No One's Gonna Harm You, Not While I'm Around
- Diretto da: David Frankel
- Scritto da: Torrey Speer

### Trama
- Durata: 66 minuti

## L'oscillazione del pendolo
- Titolo originale: The Pendulum Swings
- Diretto da: Tucker Gates
- Scritto da: Kristen Layden

### Trama
- Durata: 58 minuti

## Mare aperto
- Titolo originale: Open Waters
- Diretto da: Roxann Dawson
- Scritto da: Jeff Augustin

### Trama
- Durata: 60 minuti

## In vetta si è soli
- Titolo originale: Lonely at the Top
- Diretto da: Michelle MacLaren
- Scritto da: JC Lee

### Trama
- Durata: 63 minuti

## Strategie
- Titolo originale: Play the Queen
- Diretto da: Kevin Bray
- Scritto da: Erica Lipez e Ali Vingiano

### Trama
- Durata: 62 minuti

## Il silenzio della verità
- Titolo originale: The Interview
- Diretto da: Mimi Leder
- Scritto da: Ehrin

### Trama
- Durata: 70 minuti